# TIPA (police de caractères)
Pour les articles homonymes, voir TIPA.
TIPA est une famille de polices de caractères pour TeX et LaTeX, créée par Rei Fukui, qui recouvre les symboles de plusieurs systèmes de transcription phonétique dont notamment l’alphabet phonétique international et plusieurs transcriptions phonétiques américanistes.
Une grande partie des symboles sont mentionnés dans le Phonetic Symbol Guide de Pullum et Ladusaw.